# Karlopolis

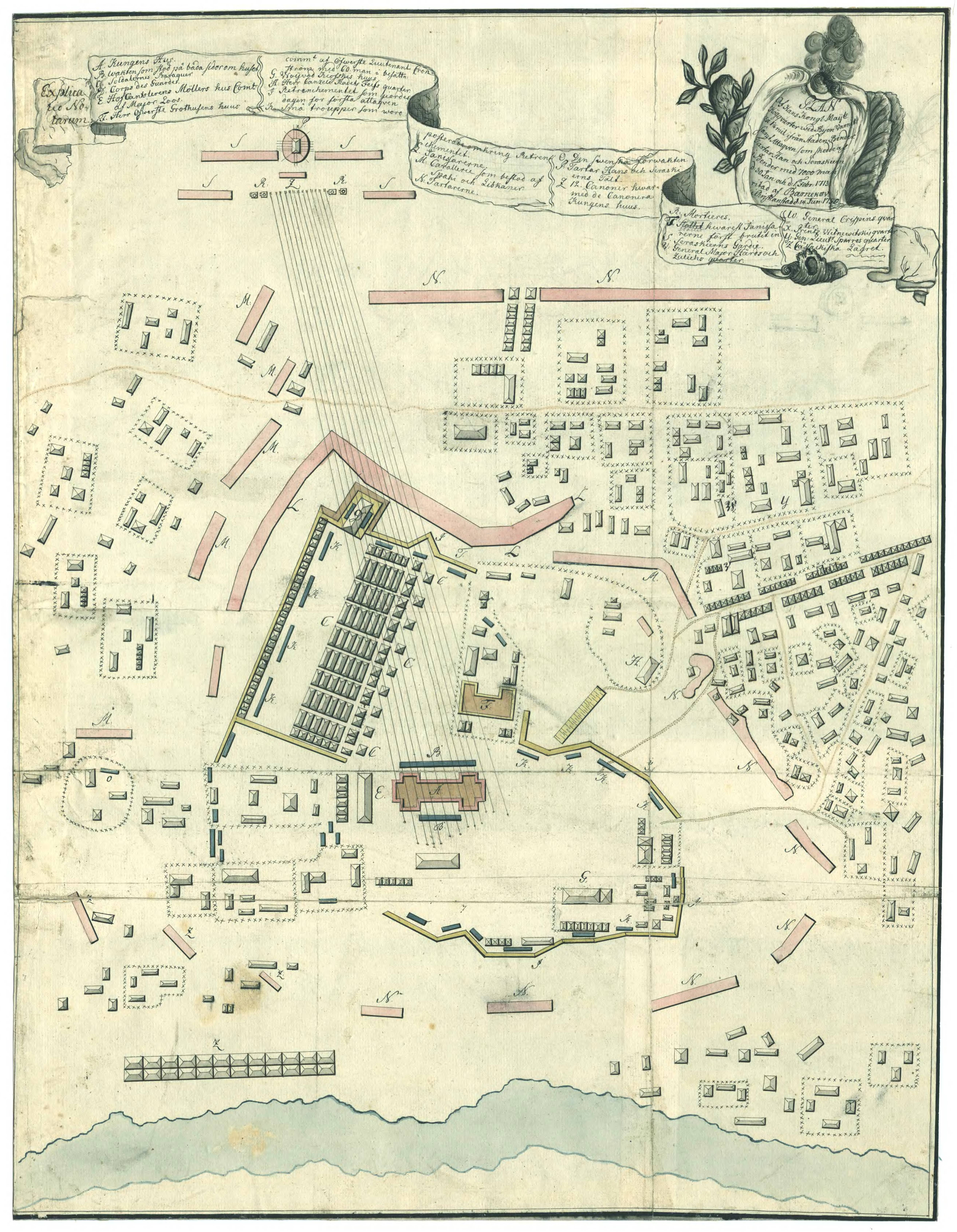
Karta som visar Karlopolis under kalabaliken i Bender.

Karlopolis, även stavat Carlopolis, var först en förläggning som snabbt utvecklades till en svensk stad söder om byn Varnitsa inom norra delen av nuvarande Bender mellan 22 juli 1711 och dagen för kalabaliken i Bender den 1 februari 1713. I och med att Karl XII och det svenska manskapet inklusive höga ämbetsmän och officerare bodde där, var orten under denna tid de facto Sveriges huvudstad.
Efter flykten från Poltava slog sig Karl XII inledningsvis ner med ett tältläger vid östra stranden av floden Dnestr (Nistru) ett par kilometer sydöst om Bender. Då kungen insett att vistelsen skulle bli långvarig flyttade man över floden till en krök invid Benders fästning för att därefter etablera sig söder om byn Varnitsa, där en liten svensk stad växte upp som namngavs Karlopolis. Utöver följet som kommit med kungen från Poltava tillkom ett antal kvinnor och barn som sålts som slavar från ryssarna till turkarna samt krigsfångar som lösts ut så att det totalt kom att röra sig om över ett tusen svenskar.

## Staden 1712
Huvudbyggnaden i Karlopolis blev det 35 meter långa tegelmurade så kallade Kungshuset i vilket kungen bodde i norra flygeln och i den södra bodde hovmarskalken von Düben samt kungens högsta officerare och ämbetsmän. Mellan flyglarna låg ”Stora salen”, vilken var Rikssalen varifrån riket styrdes. Kring Kungahuset fanns kanslier, förråd samt ett par stall. Utanför bodde officerare och ämbetsmän samt där låg baracker för dragonerna. Övriga svenskar bodde i kojor i området med soldaterna två och två i var koja och hela området var omgivet av starka förskansningar.

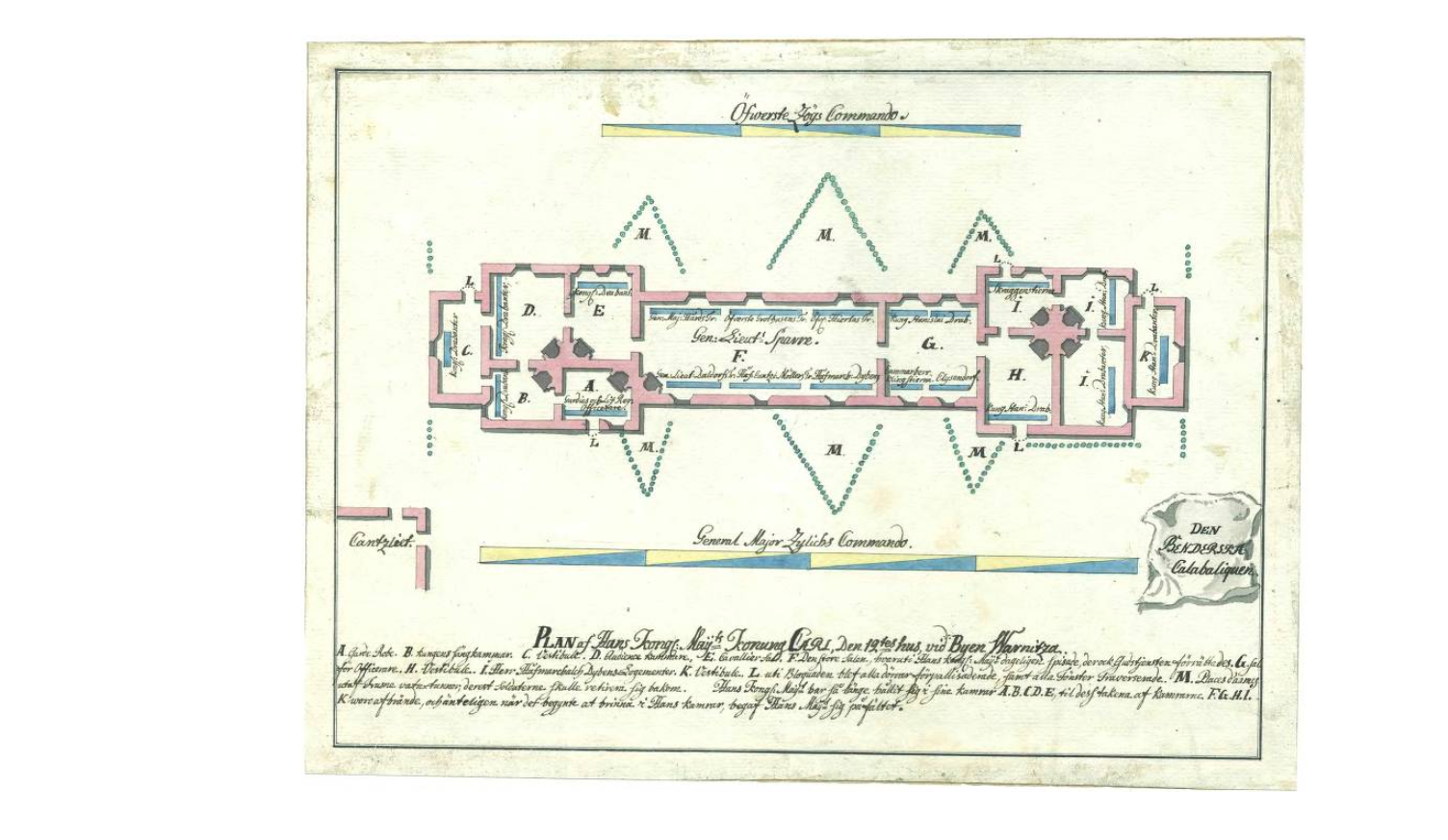
Plan över Kungshusets interiör samt viss beskrivning av Kalabaliken i Bender.

Utanför Karlopolis slog sig turkiska affärsmän ner med affärer, kaffehus och annat avsett för svenska kunder.

## Karlopolis 2019
Karlopolis revs av turkarna när svenskarna lämnat området och numer ingår det som en del i Bender med låga trähus och trädgårdar, som 2019 inte skiljer sig påtagligt från andra äldre bostadsområden i regionen. Det finns få spår kvar från Karlopolis men undersökningar påbörjades 2013 i första hand som arkivforskning i Istanbul och Stockholm men även genom begränsade utgrävningar.
Ett minnesmonument restes omkring 1925 på lokalt initiativ, men det underhölls ej utan förföll. Det har sedan med början från 1990-talet efter hand restaurerats. Begränsat arkivmaterial finns bland annat i Chisinau dit även nya fynd skall föras, då det inte finns tillfredsställande lagringsutrymmen i Varnitsa.